# Mirjana Đurica
Mirjana Đurica (ur. 11 marca 1961 w Somborze) – serbska piłkarka ręczna. W barwach Jugosławii dwukrotna medalistka olimpijska.
Mierząca 177 cm wzrostu zawodniczka mistrzynią olimpijską była w Los Angeles w 1984 (Jugosławia była jednym z państw komunistycznych, które wzięły udział w olimpiadzie), cztery lata wcześniej Jugosławia zajęła drugie miejsce. W 1988 po raz trzeci wzięła udział w igrzyskach, Jugosłowianki zajęły czwarte miejsce.